# Kántor Péter
Kántor Péter (Budapest, 1949. november 5. – Budapest, 2021. július 21.) József Attila-díjjal (1994) és Magyarország Babérkoszorúja díjjal (2007) kitüntetett magyar költő, műfordító. A Digitális Irodalmi Akadémia (2015) és a Széchenyi Irodalmi és Művészeti Akadémia (2017) tagja.

## Életpályája
A Radnóti Miklós Gyakorló Gimnáziumban érettségizett 1968-ban, az  ELTE Bölcsészettudományi Karán szerzett diplomát angol–orosz szakon, később magyar nyelv és irodalomból. Különböző gimnáziumokban tanított kisegítő tanárként, külső lektorálásokat végzett az Európa Könyvkiadó számára. Az 1980-as években irodalmi szerkesztőként dolgozott a Kortárs folyóiratnál, az 1990-es években (2000-ig) az Élet és Irodalom versrovatát gondozta, azóta szabadfoglalkozású. Az 1970-es évek óta publikál verseket. Angolból és oroszból fordít verset és prózát. 1990–91-ben Fulbright ösztöndíjas volt New Yorkban. Részt vett több nagy nemzetközi költészeti fesztiválon, versei több nyelven megjelentek különböző folyóiratokban, antológiákban, 2010-ben önálló verseskötete jelent meg New Yorkban Michael Blumenthal költő fordításában.  A Digitális Irodalmi Akadémia, a  Széchenyi Irodalmi és Művészeti Akadémia, valamint a Szépírók Társaságának tagja.
Kántor Péter összetéveszthetetlen költői világa, mint a legtöbb jelentős költő esetében, nem a tárggyal vagy a formával függ össze (Kántor költészete mindkét tekintetben nagyon változatos) – sokkal inkább a hangnemmel és a szemlélettel. Ez a költészet a megszólalást tekintve hangsúlyozottan köznapi, és a megszólítást, az olvasó bevonását vagy a közös töprengést állítja a középpontba: nem a beszélő én magánbeszéde (amely elszigetelt, befelé forduló, nehezen megközelíthető volna), hanem éppen a kérdésekkel (és válaszokkal) operáló, megvitató jellegű, a kérdéseket hangos gondolkodással körbejáró líra ez. Kántor költészete „beszélgetős líra” (Darvasi László), olyan dialogikus beszéd az alapja, ahol „a kérdés szervezőerő”. A  megszólaló önmagát is, olvasóját is minduntalan váratlan felvetésekkel szembesíti – olykor látszólag kézenfekvő, máskor nagyon is bonyolult, megint máskor megoldhatatlannak tetsző dilemmákkal, problémákkal, bonyodalmakkal. Egyszerre van jelen benne „a gyermeki csodálkozás és a rezignált ámulat” (Radnóti Sándor a Mentafűről, 1994), meg a komorság, a veszteség és elmúlás tudata, a tragikum.

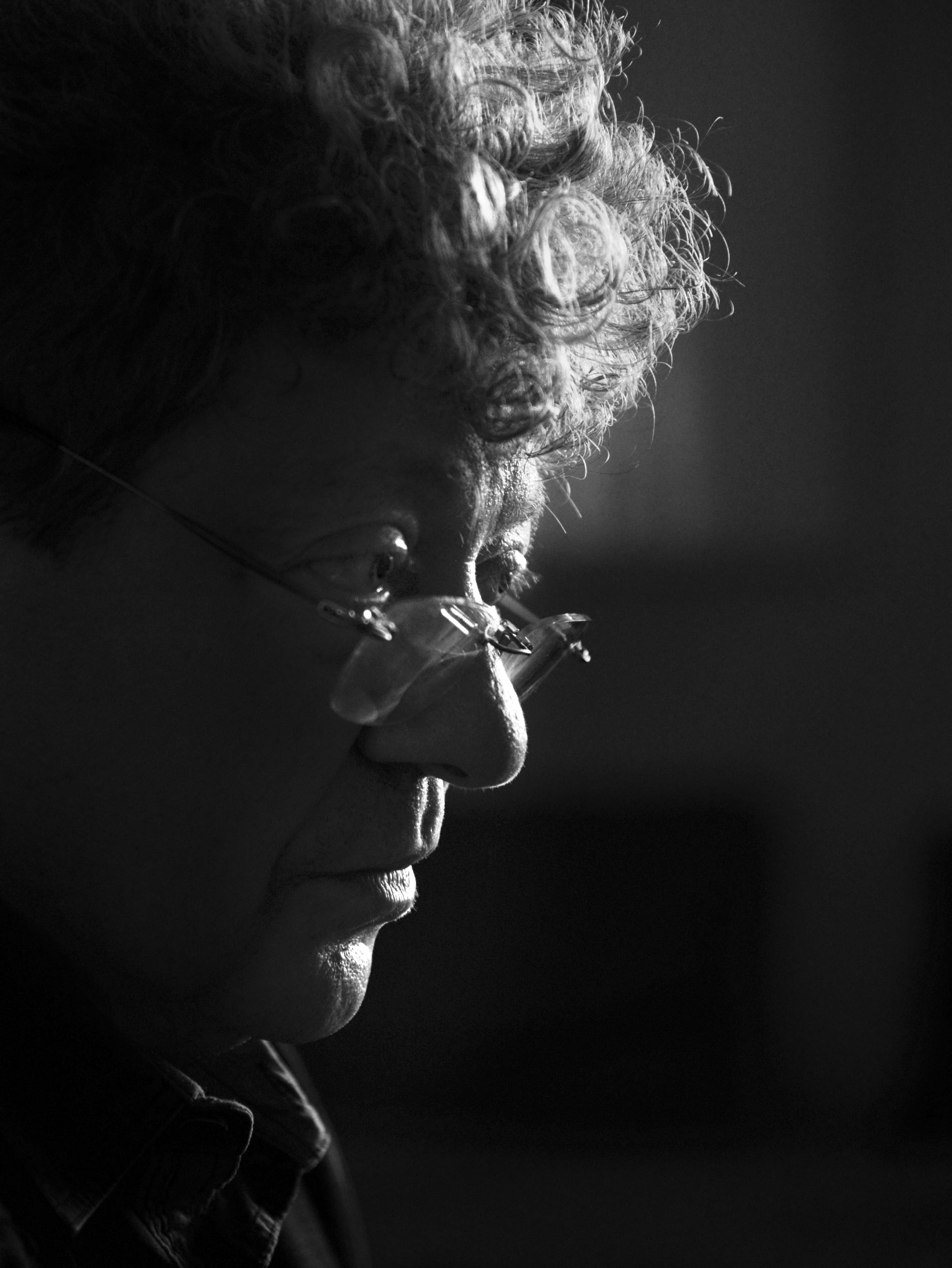
2015-ben (Szilágyi Lenke felvétele)

Kántor líraszemléletének egyik összetevője a “nagy” és az “apró” viszonylagosságának állandó tudata, s az ebből fakadó humor. Ahogyan az élet legkomolyabb kérdéseire egyszerűen és mindennapi módon kérdez rá, úgy a legkisebb, leghétköznapibb eseményekben, tényekben, kapcsolatokban és emlékekben is meg tudja mutatni a súlyos, egzisztenciális érdekű, filozofikus mélységű összefüggéseket. Bármi lényegtelennek tetsző semmiség váratlanul jelentőségteljessé válhat ebben a költészetben – és a legkomolyabb gondok, aggodalmak, érzelmek egy-egy látszólagos semmiségben mutatkoznak meg. Mindvégig egyszerre van jelen Kántornál a naivság látszata és az odaérthető, a hétköznapin túlmutató, rendkívül rétegzett jelentéstöbblet (s e kettő együttállásából: az irónia). Egyszerre groteszk és tragikus, vegyül benne a kisszerű, mulatságos és a nagyszabású, súlyos; a játék és a halálosan komoly döntések világa. Ezt a sajátos villózást több értelmezője Szép Ernő lírájához vezeti vissza – a rokonság nem annyira poétikai, mint inkább a magatartás, a világlátás, a megszólalásmód rokonsága. Joggal gondolhat az olvasó Kosztolányi játékosságára és közvetlenségére is – amibe a súlyos, olykor halálos tárgy öltözik. Nem kibújik vagy előkerül a banálisból és magánérdekűből a komoly (olykor: komor) közlendő, hanem együtt van e kettő.  Az ironikus, kételkedő rákérdezés a dolgok értelmére, jelentőségére, a kicsinységek felemelése és a nagyszabású dolgok aprósággá formálása egyben olyan bensőséges megfogalmazással párosul, amely bevonja az olvasót ebbe a világba; ahol a halál (s ezzel együtt, emellett: az élet, hogy hogyan kell – kéne, lehetne – élni) alapvető és kétségbevonhatatlan erejű kérdések maradnak.
Ennek a szemléletnek a része a múlthoz – a nagybetűs történelemhez, vagy a családi és magántörténelemhez, de akár a hétköznapok közelebbi és távoli múltjához – fűződő viszony: ez a múlt Kántor verseiben soha nem lezárt, befejezett idő, amelyen túl lehet lenni, el lehet könyvelni egyszer s mindenkorra: megmarad elevennek, fájdalmaival és szépségével együtt. Kántor nemcsak az apró élettényekkel, a groteszk iránti vonzódásával, a kérdező jelleggel vagy a játékos világlátással provokálja az értelmezést, hanem magához az irodalomhoz, a művészethez fűződő viszonyával is – mintha kerülné a csiszolt, lekerekített, túlságosan is befejezett és egységes költemény régebbi eszményét, valami fanyar, ironikus vagy a hangulatot megtörő elemmel igyekszik kizökkenteni olvasóját. Bár olykor megidézi a költői hagyományt, legtöbbször szeretetteljes iróniával, játékossággal – ahogyan a költészet tradicionális toposzait (a hitet, a halált, a szerelmet is) ekként közelíti meg. Bámulattal és elismeréssel fogadja a nagy költészetet, de – talán éppen ezért – sok-sok kérdést is szegez neki. Izgatja a megszokások mibenléte, a közvetlen szólás lehetősége és lehetetlensége, az, hogy mi „megy át” a szövegben megképződött szerzőtől a mindig ismeretlen és nehezen kiszámítható (megbízhatatlan, értetlen, okoskodó) olvasóig – és hogy vajon hogyan kerülhet minél közelebb (vagy minél távolabb?) az, aki valóságosan megszólal, ahhoz, aki a versből hallatszik. És nemcsak maga az irodalom, hanem a festészet is gyakori tárgya ennek a lírának – Kántor festmény-leírásai (-megidézései, reflexiói) egészen különösek: soha nem csupán a felület, a puszta látvány maga érdekli, legtöbbször nem is az adott képet magyarázza, bár ilyen is előfordul, hanem sokkal inkább a képek által a saját világába vezet be, vagyis a saját világképének megfogalmazásához talál bennük tükröt.
Igazi elismertségét a rendszerváltás utáni időszak hozta meg (a Fönt lomb, lent avar c. kötete után);  s azóta tart legjelentősebb pályaszakasza, amely (számos nagy presztízsű díjon kívül) a versolvasók körében is komoly figyelmet váltott ki. Kántor Péter költészetének három emblematikus darabja a három “Megtanulni élni” című vers: az első 1990-ben íródott, közvetlenül a rendszerváltás után, tíz évvel később, 2000-ben a második, és újabb tíz év elteltével, 2010-ben a harmadik. Ugyanezzel a címmel jelent meg 2009-ben gyűjteményes kötete.
2012-ben jelent meg eddig legnagyobb visszhangot kiváltott verseskötete “Köztünk maradjon” címmel. 2016-ban látott napvilágot első prózai kötete  “Egy kötéltáncos feljegyzéseiből” címmel. Az Élet és Irodalomban közölt tárcákon alapuló kötet a költészet és az elbeszélő próza közös metszetét tárja föl, élvezetes és izgalmas történetírói hangon.

## Művei
Többször is megjelentek versei a Szép versek antológiában.

### Verseskötetei
- szerk.: Kormos István: Kavics. Budapest: Móra. ISBN 963-243-079-4 (1976)

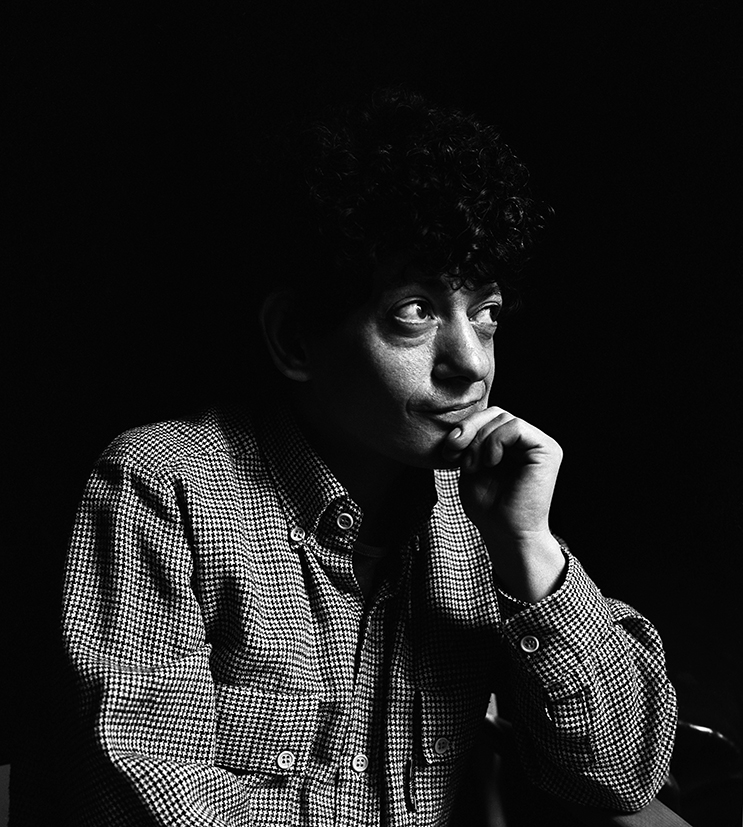
2015-ben (Frankl Aliona felvétele)

- Halmadár – Kántor Péter versei, A borítón lévő portré Csigó László felvétele., Budapest: Magvető. ISBN 963-271-496-2 (1981)
- Sebbel-lobbal – Kántor Péter versei, Színes illusztrációkat gazdagon tartalmaz, Budapest: Móra Ferenc Ifjúsági. ISBN 963-11-2234-4 (1983)
- Grádicsok. Budapest: Magvető. ISBN 963-14-0562-1 (1985)
- szerk.: Deák László: Hogy nő az ég, Fekete-fehér illusztrációkkal., Budapest: Magvető. ISBN 963-14-1281-4 (1988)
- szerk.: Deák László: Napló 1987–1989 – Versek, Néhány fekete-fehér illusztrációval., Budapest: Orpheusz. ISBN 963-7971-01-7 (1991)
- szerk.: Braun Róbert: Fönt lomb, lent avar. Budapest: Cserépfalvi. ISBN 963-7990-98-4 (1993)
- szerk.: Braun Róbert: Mentafű, Egy fekete-fehér fotóval. (Frankl Aljona felvétele.), Budapest: Pesti Szalon. ISBN 963-605-041-4 (1994)
- Búcsú és megérkezés. Budapest: Magvető. ISBN 963-14-2087-6 (1997)
- Lóstaféta. Budapest: Magvető. ISBN 963-14-2301-8 (2002)
- szerk.: Balassa Anna: Kétszáz lépcső föl és le, Színes illusztrációkkal., Budapest: Móra. ISBN 963-118-013-1 (2005)
- Trója-variációk. Budapest: Magvető. ISBN 9789631426328 (2008)
- Megtanulni élni – Versek 1976–2009. Budapest: Magvető. ISBN 9789631426878 (2009)
- Köztünk maradjon. Budapest: Magvető. ISBN 9789631430028 (2012)
- szerk.: Szegő János: Egy kötéltáncos feljegyzéseiből, Fekete-fehér reprodukciókkal., Budapest: Magvető. ISBN 978-963-14-2983-1 (2016)
- Valahol itt – Versek, 2012–2017. Budapest: Magvető. ISBN 9789631435894 (2017)
- Jég-öröm. Budapest: Magvető. ISBN 9789631439458 (2019)
- Elegendő ok – Versek, 2017–2021. Budapest: Magvető. ISBN 9789631441277 (2021)

## Idegen nyelven megjelent önálló kötetei
- Unknow Places. (Ford.: Michael Blumenthal.) Michael Blumenthal, New York. 2010. Pleasure Boat Studio, A Literary Press
- Czego potrzeba do szczęścia. (fordította: Bohdan Zadura, válogatta, szerkesztette: Milosz Waligórski, benne Károlyi Csaba interjúja Kántor Péterrel, az interjút fordította: Anna Butrym.) Wydawnictwo FORMA, 2018. Szczecin-Bezrzcze

### Fontosabb műfordításai

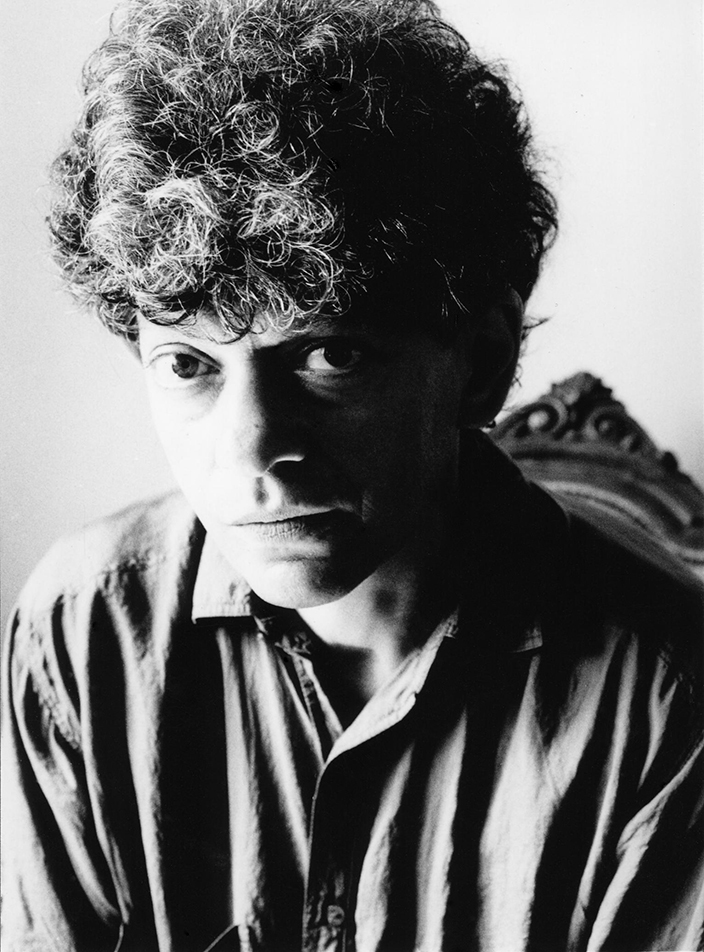
2015-ben (Frankl Aliona felvétele)

- Borisz Andrejevics Pilnyak: Meztelen év (1979, Európa Könyvkiadó)
- Robert Bly: Tizenhárom vers (in: Szavak a szélbe, Mai amerikai költők, 1980, Európa Könyvkiadó)
- Peter Porter: Egy regény olvasása közben; Fogyasztói jelentés (in: Mai angol költők, 1983, Európa Könyvkiadó)
- Earle Birney: Öt vers (in: Gótika a vadonban, Kanadai költők, 1983, Európa)
- Mihail Bulgakov: Ünnep szifilisszel (in: Bulgakov: Morfium, 1981 és Bulgakov: Acéltorok, 2007, Európa Könyvkiadó)
- Alekszej Remizov: Testvérek a keresztben (1985, Európa Könyvkiadó)
- Borisz Pilnyak: Máshová tartozók (in: Nagy tüzek, Szovjet-orosz elbeszélések az 1920-as évekből, 1987, Kossuth Könyvkiadó)
- Borisz Paszternak: Moszkva decemberben (in: Borisz Paszternak: Versek, 1990, Európa Könyvkiadó)
- Robert Bly: Hat vers (in: Amerikai költők antológiája, 1990, Európa Könyvkiadó)
- Frank O’Hara: Három vers (in: Amerikai költők antológiája, 1990, Európa könyvkiadó)
- Delmore Schwartz: Két vers (in: Amerikai költők antológiája, 1990, Európa Könyvkiadó)
- Oszip Mandelstam: Tizenegy vers (in: Holmi folyóirat, 1990, július)
- Oszip Mandelstam: Nyolc vers (in: Sófényű csillagok, 1991, Móra Könyvkiadó)
- Douglas Dunn: Tizenöt vers (in: Új kabát, utolsó esély, Kortárs brit költők, 1993, Európa Könyvkiadó)
- Paul Muldoon: Tizenhat vers (in: Új kabát, utolsó esély, Kortárs brit költők, 1993, Európa Könyvkiadó)
- Oszip Mandelstam: Négy vers (in: Orosz költők antológiája, 2001, Magyar Könyvklub)
- Nyikolaj Alekszejevics Zabolockij: Búcsú a barátoktól (in: Orosz költők antológiája, 2001, Magyar Könyvklub)
- Heinrich Heine: Négy vers (Tökéletlenség; Heinrich Heine Válogatott Versei, 2001, Magyar Könyvklub)
- Mihail Bulgakov: Feljegyzések a mandzsettán (in: Bulgakov: Acéltorok, 2007, Európa Könyvkiadó)
- Mihail Bulgakov: Bohémiáda (in: Bulgakov: Acéltorok, 2007, Európa Könyvkiadó)
- Alekszandr Szergejevics Puskin: A kapitány lánya (in: Puskin: Regények, elbeszélések, 2009, Európa Könyvkiadó)

### Válogatások, szerkesztések
- Új kabát, utolsó esély (Kortárs brit költők, 1993, Európa Könyvkiadó)
- Visszanéző (Harminchat mai költő választott verse a XX. századi magyar lírából; esszékötet, 2000, Élet és Irodalom; Irodalom Kft.)

## Díjai, ösztöndíjai
- Móricz Zsigmond-ösztöndíj (1980)[1]
- Európa Könyvkiadó nívódíja (1980, 1985)[1]
- Wessely László-díj (1990)[1]
- Fulbright-ösztöndíj (1991)[1]
- Déry Tibor-díj (1991)[1]
- Füst Milán-díj (1992)[1]
- Soros-ösztöndíj (1994)[1]
- József Attila-díj (1994)[1]
- Soros alkotói ösztöndíj (1999–2000)[1]
- Vas István-díj (2004)[1]
- Magyarország Babérkoszorúja díj (2007)[1]
- Palládium díj (2009)[1]
- Radnóti-díj (költői fődíj) (2012)[1]
- Artisjus Irodalmi Nagydíj (2013)[1]